# Artemis Fowl
Artemis Fowl är en serie fantasyromaner skrivna av den irländske författaren Eoin Colfer. Serien är skriven i en halvseriös stil där mörka stunder blandas med roliga. Det är en stil som använts av ett antal populära barnboksförfattare, till exempel J.K. Rowling (Harry Potter) och Roald Dahl (Kalle och chokladfabriken). 
Böckerna handlar om huvudpersonen Artemis Fowl II. Artemis är ett mycket intelligent, ungt och kriminellt geni med kontakter i den undre världen i dubbel bemärkelse. Den undre världen består av den civilisation vättarna byggt upp under markytan sedan människorna blivit för många. Under seriens gång genomgår Artemis ett flertal äventyr med vättarna. Genombrottet i äventyren består ibland av en detalj författaren lagt in i början av berättelsen men som förbigås av läsaren.

## Personer
Huvudpersonen i böckerna om Artemis Fowl är Artemis Fowl II. Han är mycket intelligent och undervärderar därför i stort sett alla andra människor. Under böckerna utvecklas han och i de senare böckerna har han därför en helt annan syn på sin omvärld. Även ett flertal andra personer förekommer. De viktigaste är livvakten Domovoi Butler, dennes lillasyster Juliet Butler, vittran och PYSS- löjtnanten Holly Short och den kleptomaniska dvärgen Mulch Diggums. Vidare är kommendörkapten Julius Root och kentauren och uppfinnaren Foaly inom PYSS viktiga personer.

## Böcker i serien
Det finns åtta romaner i serien, den första publicerades 2001 och den åttonde släpptes i USA den 10 juli 2012. Samtliga böcker har översatts till svenska av Lisbet Holst förutom sista delen "The Last Guardian" som aldrig blev översatt till svenska av Wahlströms förlag då serien inte sålde tillräckligt bra.
1. Artemis Fowl
2. Artemis Fowl: Det kalla kriget (Artemis Fowl: The Arctic Incident)
3. Artemis Fowl: Evighetskoden  (Artemis Fowl: The Eternity Code)
4. Artemis Fowl: Slipad opal (Artemis Fowl: The Opal Deception)
5. Artemis Fowl: De försvunna demonerna (Artemis Fowl: The Lost Colony)
6. Artemis Fowl: Tidsparadoxen (Artemis Fowl: The Time Paradox)
7. Artemis Fowl: Atlantissyndromet (Artemis Fowl: The Atlantis Complex)
8. Artemis Fowl: The Last Guardian (ej översatt)

Artemis Fowl utspelar sig när Artemis är 12 år gammal. Han försöker i denna bok att återställa familjens förmögenhet genom att kidnappa en vätte och sedan utkräva lösesumma för denne.
Artemis Fowl: Det kalla kriget handlar om Artemis försök att rädda sin far undan den ryska maffian. För att lyckas behöver han vättarnas hjälp och de i sin tur behöver hans hjälp för reda ut en konflikt i underjorden. 
Artemis Fowl: Evighetskoden inleds med att Artemis visar upp en uppfinning för affärsmannen Jon Spiro. Uppfinningen är en superdator som han konstruerat med hjälp av vätteteknologi. Jon stjäl datorn och därmed står hela vätteexistensen på spel. Än en gång måste vättarna och Artemis samarbeta. Den här gången kräver dock vättarna att Artemis och hans vänner blir minnesraderade efteråt. 
Artemis Fowl: Slipad Opal handlar om hur Holly Short tar hjälp av Artemis för att bekämpa den ökända Opal Koboi. Opal har rymt från sin bevakade vårdplats och nu satt igång sin plan för att erövra den undre och övre världen. Problemen är att Artemis nu inte har några minnen av vättarna och att Holly nu även har PYSS efter sig på grund av falska anklagelser om att hon skulle ha mördat Julius Root.
Artemis Fowl: De försvunna demonerna är den femte boken i serien. Den handlar om den åttonde familjen av vättefolket, demonerna. Även denna gång lyckas den nu femtonårige Artemis att blanda sig in. Den här gången ställs han dock mot ett annat geni, en ung flicka med namn Minerva. 
Artemis Fowl: Tidsparadoxen som är den sjätte boken handlar om hur Artemis reser tillbaka i tiden för att rädda en lemur från sitt tidigare jag. Detta för att kunna bota sin allvarligt sjuka mamma.
Artemis Fowl: Atlantissyndromet: i den sjunde boken har Artemis drabbats av en personlighetsklyvning kallad Atlantissyndromet. Bokens inledning utspelar sig på Island där Artemis samlat en grupp elitvättar för att presentera sin plan för att rädda världen från miljöförstöring. 
Artemis Fowl: The Last Guardian: den åttonde boken där Artemis kämpar för att rädda mänskligheten från undergång av Opal Koboi. 

### Ytterligare böcker
- Artemis Fowl: Akten (The Artemis Fowl Files)
- Eoin Colfers Artemis Fowl (Artemis Foul: The Graphic Novel, seriealbum)

Akten är en bok med två extra berättelser, "PYSS" och "Den sjunde dvärgen" samt en del extramaterial i form av korsord, vätteuppfinningar, vättealfabetet, intervjuer med personer ur berättelserna, teckningar på uppfinningar hämtade från de tidigare böckerna och liknande. Berättelsen "Den sjunde dvärgen (Artemis Fowl: The Seventh Dwarf) är en berättelse skriven för World Book Day och utspelar sig mellan "Artemis Fowl" och "Det kalla kriget".
Eoin Colfers Artemis Fowl är en tecknad version av "Artemis Fowl". Den utkom 2008.

## Platser
Fowl Manor är släkten Fowls herrgård där Artemis har sitt högkvarter. Herrgården är belägen så man ska kunna se fienden på långt håll och är naturligt skyddad på en höjd i landskapet. Dessutom har herrgården höga murar med avancerad säkerhetsanordning och en mängd annan säkerhetsutrustning inne i huset.
Fristaden är ett av de sista ställena som är fria från gyttjefolket, människorna. Det är den största staden i vättarnas civilisation men med mänskliga mått är den med sina 10 000 invånare inte mer än en mycket liten stad. Fristaden ligger under jord, troligtvis i närheten av jordens övre mantel eftersom vattnet alltid är varmt och för att det krävs tryckutjämning i staden för att ovana "arter" inte ska krossas av trycket.
Atlantis är den näst största av de städer som är fria från gyttjefolket, människorna. Folket som bor där är amfibier eftersom Atlantis ligger under vattenytan.
Hybras är en ö omgiven av en tidssköld där demonerna, den åttonde familjen, håller till.

## Film
En Artemis Fowl-film bekräftades av Eoin Colfer år 2007. Filmen hade premiär 2020 på Disney+.